# チャラタ
チャラタ（スペイン語: Charata）は、アルゼンチン・チャコ州南部の自治体である。